# Seeufereggsperre
Die Seeufereggsperre ist eine um 1930 errichtete Talsperre an der Aare im Kanton Bern und eines von zwei Absperrbauwerken am Grimselsee.

## Lage
Das Objekt der Kraftwerke Oberhasli (KWO) befindet sich im Gebiet der Gemeinde Guttannen in den östlichen Berner Alpen. Der Staudamm aus Beton liegt auf 1900 m ü. M. auf der Nordseite des Grimselpasses zwischen dem steilen Berghang unter dem Nägelisgrätli und dem Inselberg «Nollen», der mitten im Aaretal steht. Westlich des Nollen sperrt in der Schlucht Spittellamm die Hauptstaumauer des Grimselsees das Tal. Während jener Damm in der ehemaligen Abflussrinne der Aare eine Höhe von 114 Metern hat, ist die Seeufereggsperre nur 42 Meter hoch. Sie wurde als Gewichtsstaumauer auf die schmale Felsrippe «Seeuferegg» gebaut, die nördlich des alten, natürlichen Grimselsees den direkten Abfluss in das Tal verhinderte. Der Flurname «Seeuferegg» bezieht sich auf diese Anhöhe über diesem See. Die Oberfläche des historischen «Grimselseeli», das in vielen frühen Landschaftsansichten dargestellt ist, lag auf 1875 m ü. M. Sein Abfluss mündete oberhalb der Spittellamm in die Aare. Das Stauziel des neuen Stausees ist auf 1908 m ü. M. festgesetzt.
Die Staumauer mit der Kronenlänge von 352 Metern hat entsprechend der Topografie einen geraden Verlauf mit Ausnahme des kurzen, leicht abgewinkelten Abschnitts am östlichen Ende. Das Volumen des Bauwerks beträgt ca. 70'000 Kubikmeter. Durch den «Überfall» (eine Hochwasserentlastungsanlage) am westlichen Ende des Damms kann überschüssiges Wasser aus dem See in die Aare abfliessen; die Rinne erreicht das Flussbett oberhalb der Kraftwerk Oberaar-Brücke.
Der Wasserüberlauf und die Dammkrone markieren die Grenze des 1958 vom Kanton Bern und den KWO errichteten Naturschutzgebiets Grimsel.

## Geschichte
Die Seeufereggsperre entstand von 1927 bis 1932 als Bestandteil des Kraftwerkssystems der KWO, das im ersten Ausbauschritt neben dem Grimselsee noch den Gelmersee, lange Verbindungsstollen, das Maschinenhaus auf der Talstufe Handeck und Hochspannungsleitungen umfasste.
Der stellenweise zerklüftete Granit der Seeuferegg wurde vor dem Bau der Staumauer mit Zementinjektionen nach dem Verfahren von Giovanni Rodio abgedichtet.
Das für den Bau der Staumauern im Grimselgebiet benötigte Material wurde teilweise direkt in der Gebirgsumgebung gewonnen und zum Teil aus dem Tal heraufgebracht. Im mehrere Kilometer langen Gletschervorfeld «Aarboden» am Unteraargletscher förderten Bagger Sand und Kies, die eine Transportbahn zur Baustelle führte; eine 17 Kilometer lange, von der Giesserei Bern aufgebaute Transportseilbahn beförderte den Zement von Innertkirchen zum Betonwerk, das auf dem «Nollen» stand. Die Mauern wurden mit Kabelkranen betoniert. Die Talseite der Seeufereggmauer ist, wie es in der Anfangszeit der KWO unter dem Architekten Jacques Wipf üblich war, mit Steinquadern aus dem für die Landschaft typischen Aaregranit verkleidet.

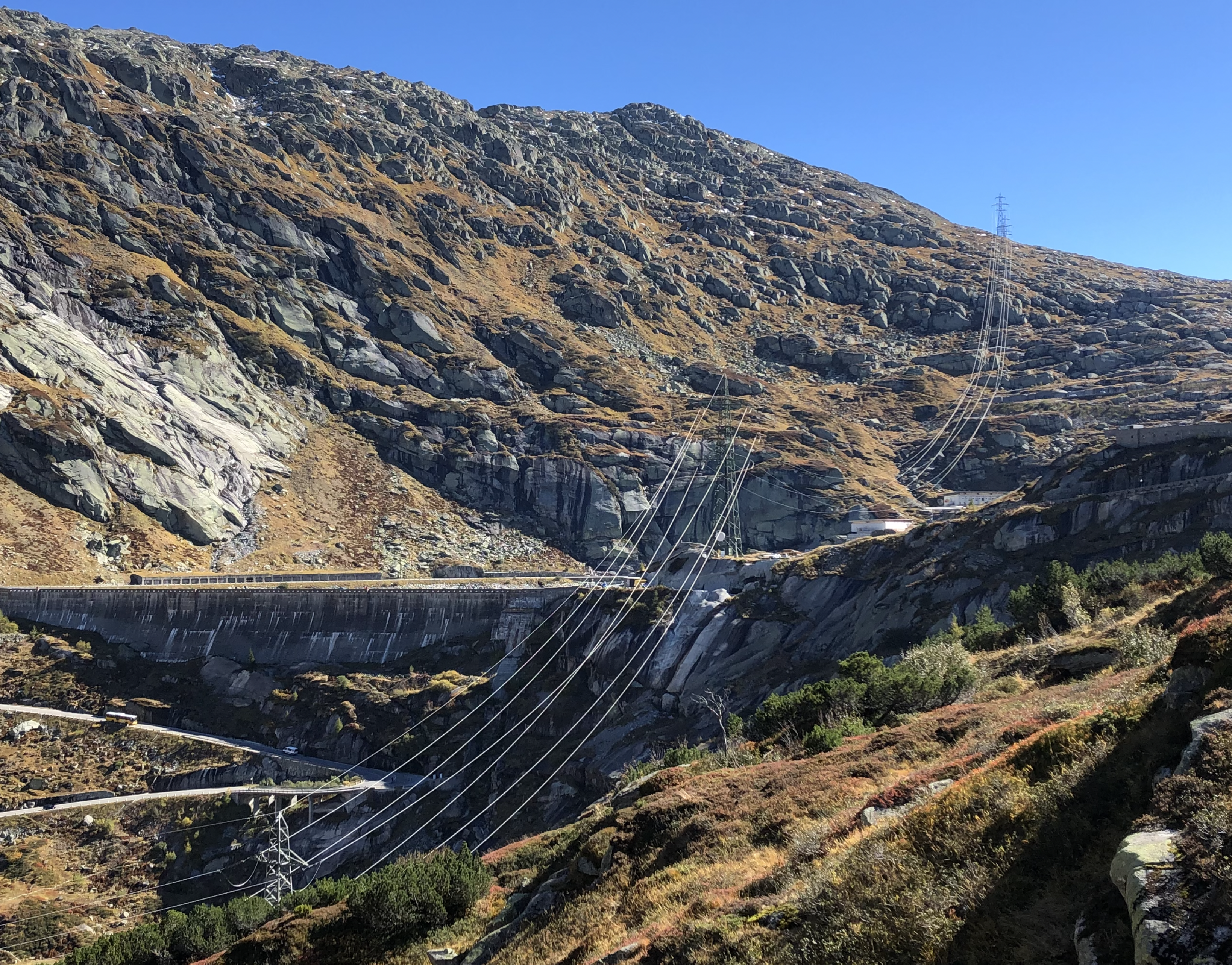
Seeufereggdamm und Grimselleitung

Der Bau der Spittellammsperre unterbrach die alte Grimselstrasse, die durch das Engnis zum ehemaligen Grimselhospiz am früheren Grimselseeli und von dort auf die Passhöhe führte, und der neue See überflutete dann auch die Hospizgebäude. Der Kanton Bern baute deshalb eine mehr als zwei Kilometer lange Umgehungsstrasse, die aus dem Gebiet «Summerloch» mit grossen Kehren den Abhang unter der Seeuferegg überwindet und auf die Höhe der Dammkrone gelangt. Fünfhundert Meter weit folgt sie dem See gegen Süden und steigt dann zum Pass hinauf. Über die Dammkrone der Seeufereggmauer verläuft die öffentliche Zufahrtsstrasse von der Grimsel-Passtrasse (Hauptstrasse 6) zum Hotel «Grimsel Hospiz» auf dem Nollen, das die KWO aufgrund der Wasserrechtskonzession als Ersatz für das zerstörte Hospiz bauten. Über den Damm erreicht auch der Postautokurs 31.161 Meiringen–Grimsel–Oberwald die auf dem Nollen platzierte Haltestelle. Der Verkehrsweg auf der Mauer hat für den Tourismus im Areal «Grimselwelt» eine grosse Bedeutung. Der alpenquerende «Grimsel-Fernwanderweg» steigt von der Kraftwerk-Oberaar-Brücke mit einer langen Treppe zur Seeufereggmauer hinauf und führt über deren Krone zur Ostseite des Grimselsees.

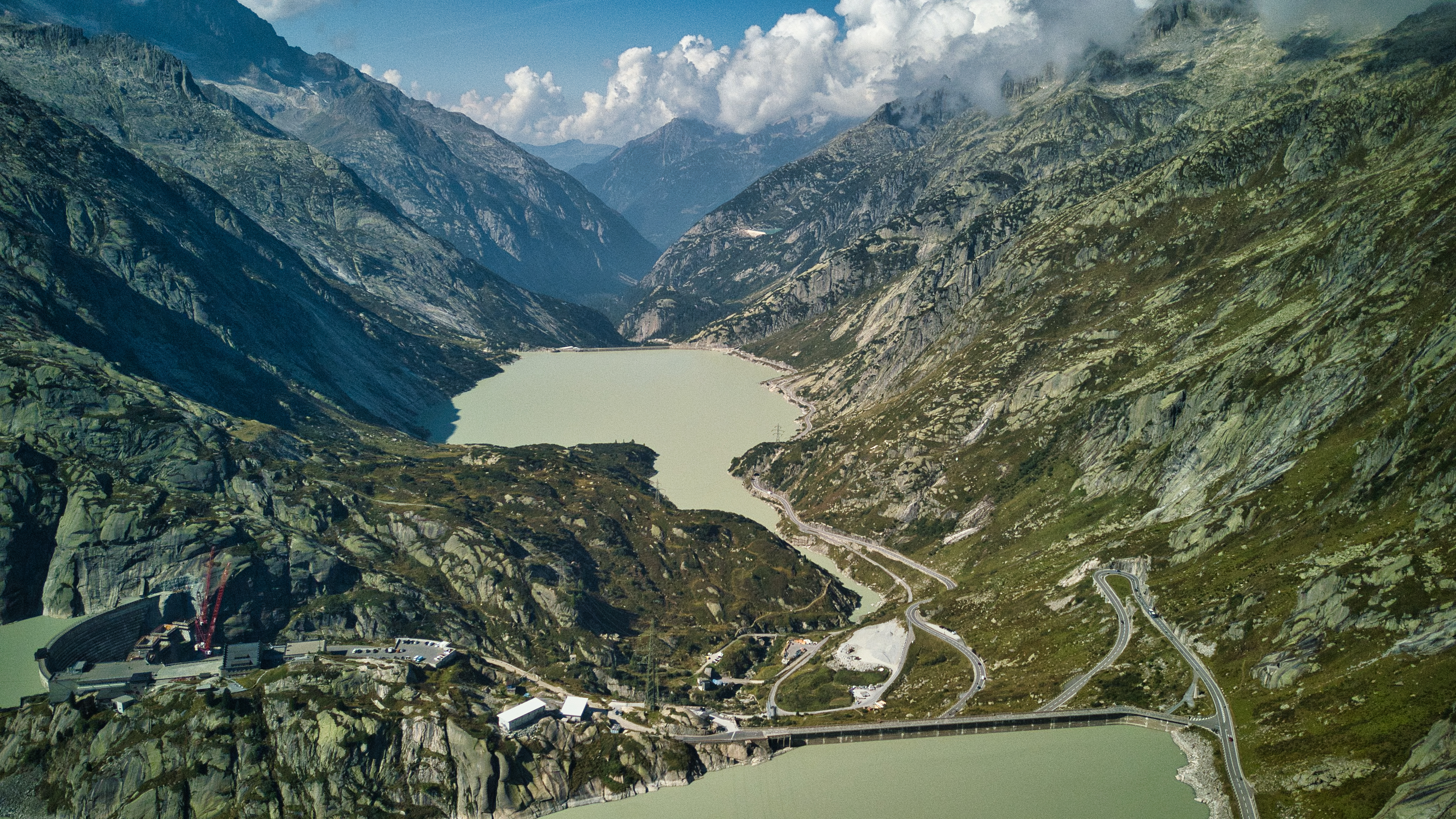
Blick über den Nollen und die Seeufereggmauer zum Räterichsbodensee

In der Bergflanke östlich der Staumauer und am Nollen befinden sich die im Zweiten Weltkrieg gebauten Infanteriewerke Seeuferegg Ost und Seeuferegg West des Artilleriewerks Grimsel.

## Ausbauprojekt
Das von den KWO vorbereitete Projekt «Vergrösserung Grimselsee» sieht vor, das Stauziel des Sees um 23 Meter zu erhöhen. Wenn das über viele Jahre kontrovers diskutierte, neuerdings im Rahmen der «Energiestrategie 2050» der Schweizer Politik geförderte Vorhaben umgesetzt wird, müssten einerseits die beiden Staudämme ausgebaut und andererseits ein Stück der Grimselpassstrasse neu angelegt werden.
Von 2019 bis 2025 wird die seit 1932 bestehende Spitallammmauer durch eine neue, davor errichtete Staumauer mit der gleichen Höhe ersetzt. Die Zufahrt zur Baustelle liegt auf der alten Grimselstrasse in der Schlucht.